# Skåre (Norvège)
Pour les articles homonymes, voir Skare.
 (avril 2013).
Si vous disposez d'ouvrages ou d'articles de référence ou si vous connaissez des sites web de qualité traitant du thème abordé ici, merci de compléter l'article en donnant les références utiles à sa vérifiabilité et en les liant à la section « Notes et références ».
Skåre est une ancienne municipalité indépendante du comté de Rogaland. Elle est créée par la scission du Torvastad, le 1er novembre 1881. Lors de sa création, il y avait 1 665 habitants.

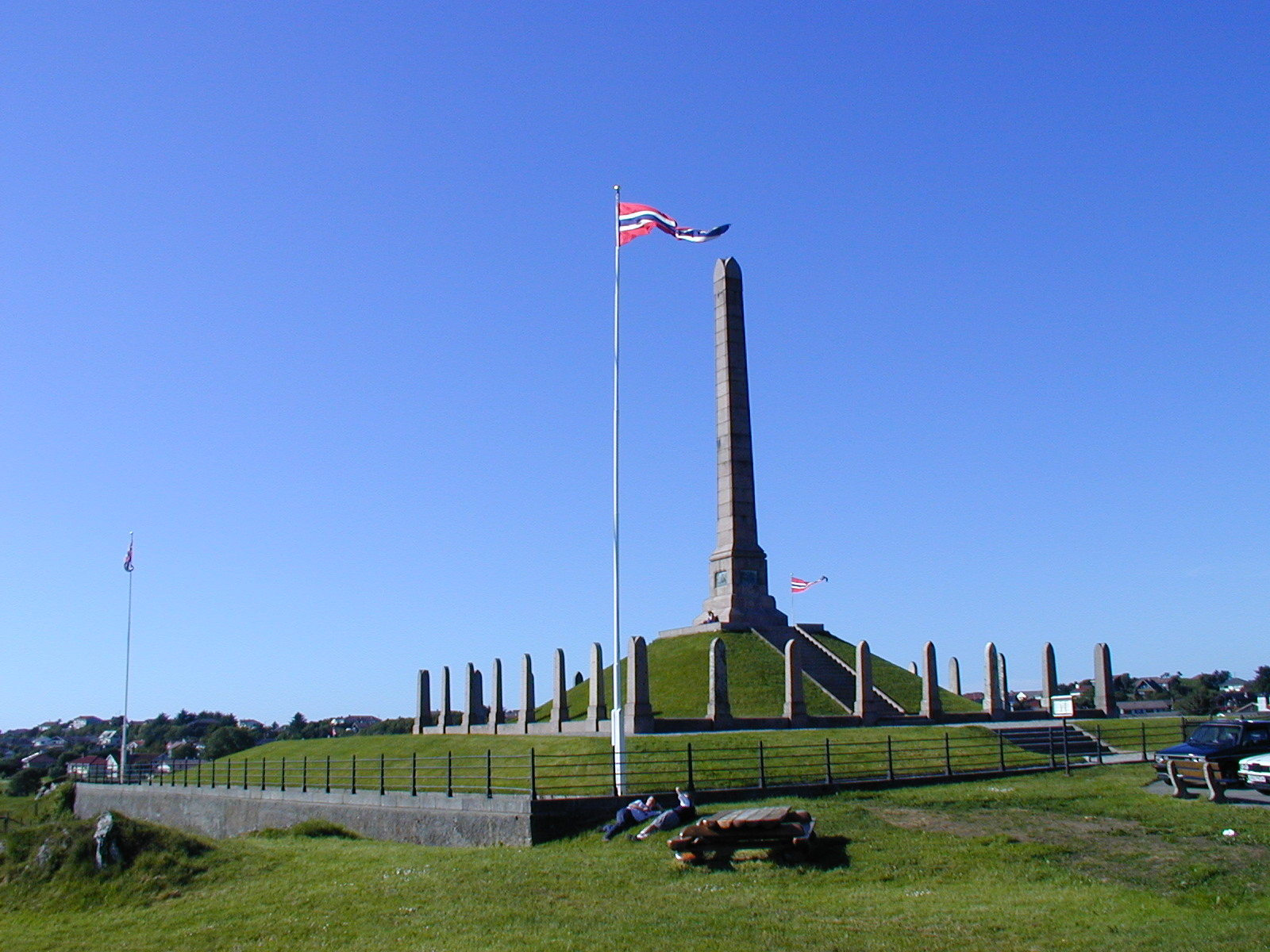
Haraldshaugen dans l'ancienne municipalité de Skåre

## Dates
- Création le 1er novembre 1881.
- Le 1er janvier 1911, 3 847 habitants ont été transférés dans la municipalité voisine : Haugesund.
- Le 1er janvier 1958, la municipalité, avec une population de 6 772 habitants, a été fusionné avec Haugesund.